# داني سالاس
داني سالاس (بالإسبانية: Dani Salas)‏ هو لاعب كرة قدم إسباني في مركز الدفاع، ولد في 23 فبراير 1988 في إشبيلية في إسبانيا. لعب مع إشبيلية أتلتيكو وبوليديبورتيفو إيخيذو ونادي إيبار.

## وصلات خارجية
- داني سالاس على موقع قاعدة بيانات كرة القدم.إي يو (الإنجليزية)
- داني سالاس على موقع Soccerway.com (الإنجليزية)